# Prosorhynchus crucibulum
Prosorhynchus crucibulum är en plattmaskart. Prosorhynchus crucibulum ingår i släktet Prosorhynchus och familjen Bucephalidae. Inga underarter finns listade i Catalogue of Life.